# Veľká Paka

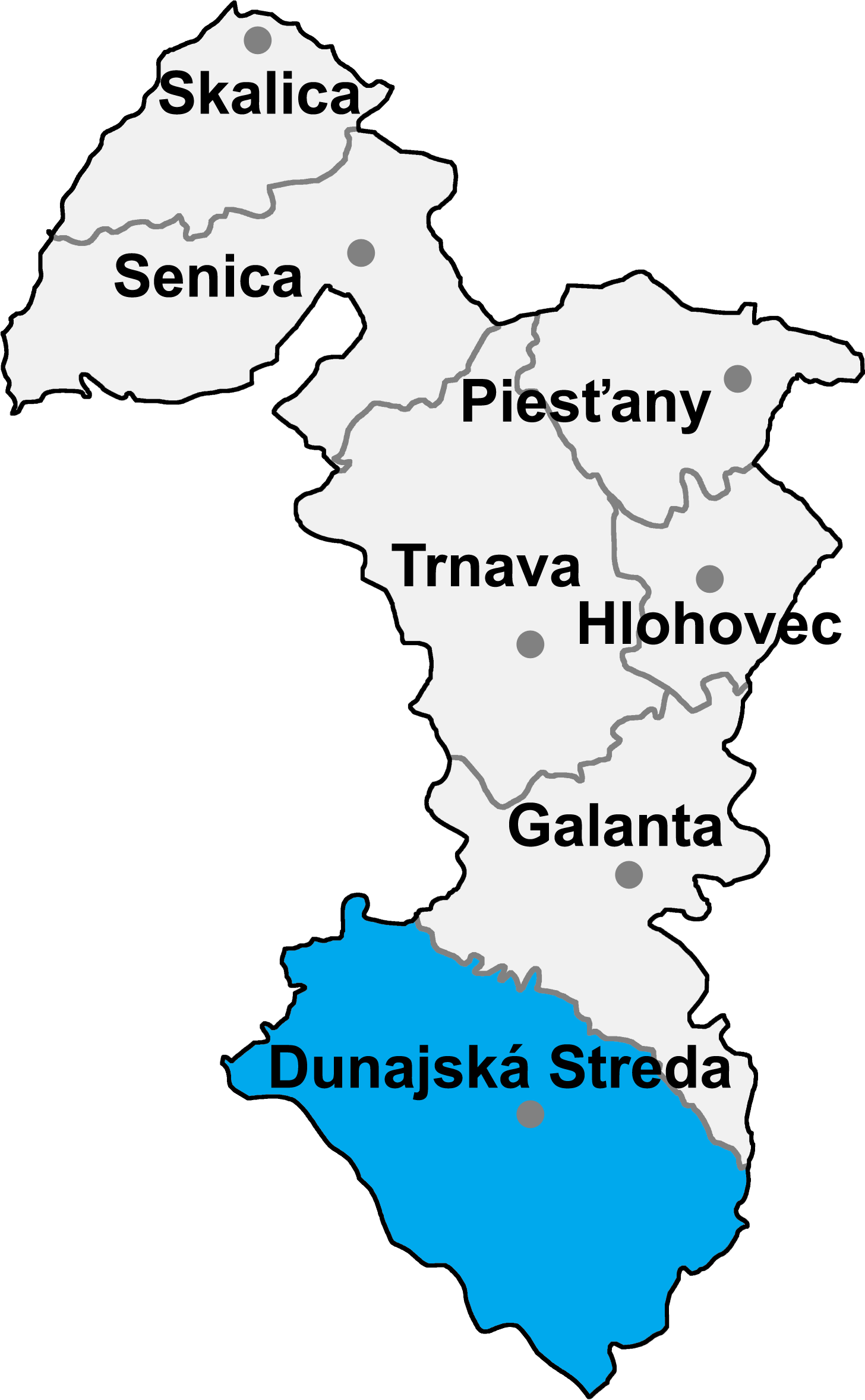
Localização de Dunajská Streda (distrito) na Trnava (região)

O Distrito eslovaco de Veľká Paka é um dos sessenta e quatro municípios que formam a Distrito de Dunajská Streda, situada em Região de Trnava, Eslováquia.

## Demografia
| Ano:        | 1994 | 2004    | 2014    | 2024    |
| ----------- | ---- | ------- | ------- | ------- |
| Broj ljudi: | 644  | 745     | 927     | 1062    |
| Razlika:    |      | +15,68% | +24,42% | +14,56% |

| Ano:               | 2023 | 2024   |
| ------------------ | ---- | ------ |
| Número de pessoas: | 1032 | 1062   |
| Diferença:         |      | +2,90% |